# Лажис
Лажис (порт. Lages) — муниципалитет в Бразилии, входит в штат Санта-Катарина. Составная часть мезорегиона Серрана. Входит в экономико-статистический микрорегион Кампус-ди-Лажис. Население составляет 161 583 человека на 2008 год. Занимает площадь 2 644,313 км². Плотность населения — 63,7 чел./км².
Праздник города — 22 ноября.
В городе базируется футбольный клуб «Интернасьонал».

## История
Город основан 22 ноября 1776 года.

## Статистика
- Валовой внутренний продукт на 2004 составляет 1.378.574.369,00 реалов (данные: Бразильский институт географии и статистики).
- Валовой внутренний продукт на душу населения на 2004 составляет 8.352,00 реалов (данные: Бразильский институт географии и статистики).
- Индекс развития человеческого потенциала на 2000 составляет 0,813 (данные: Программа развития ООН).

## География
Климат местности: субтропический. В соответствии с классификацией Кёппена, климат относится к категории Cs´a.

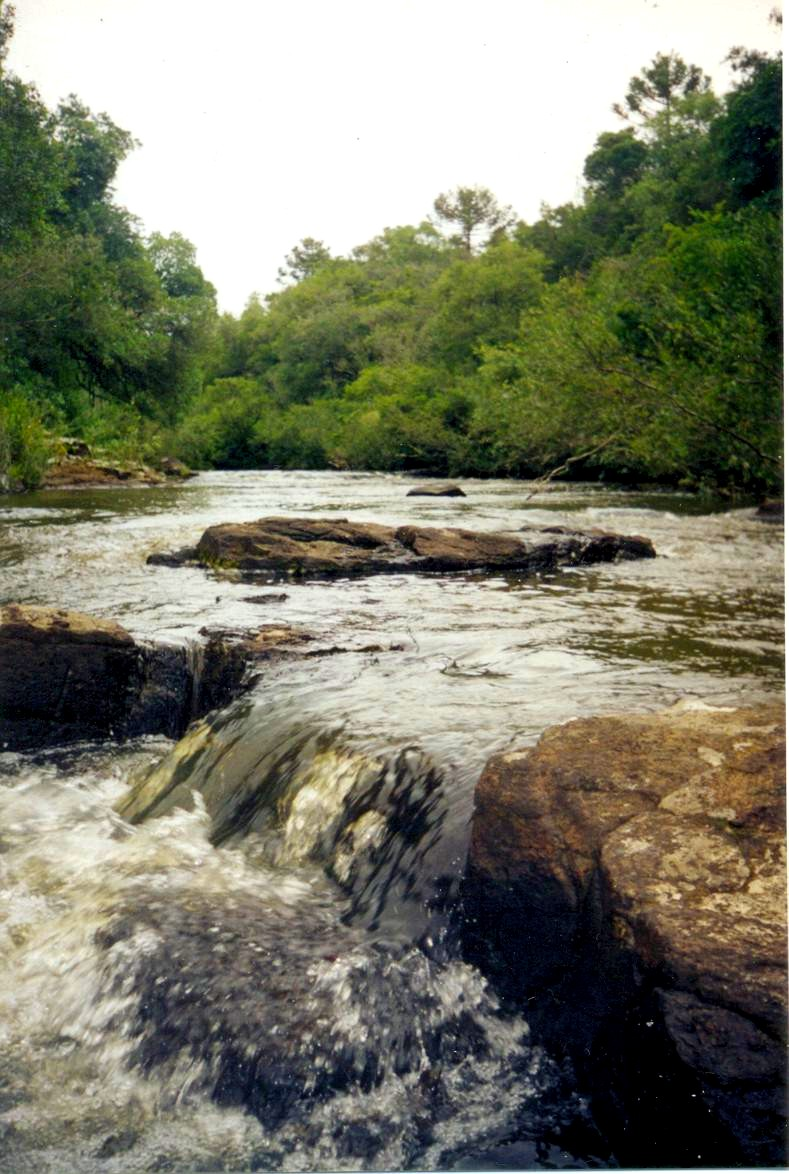

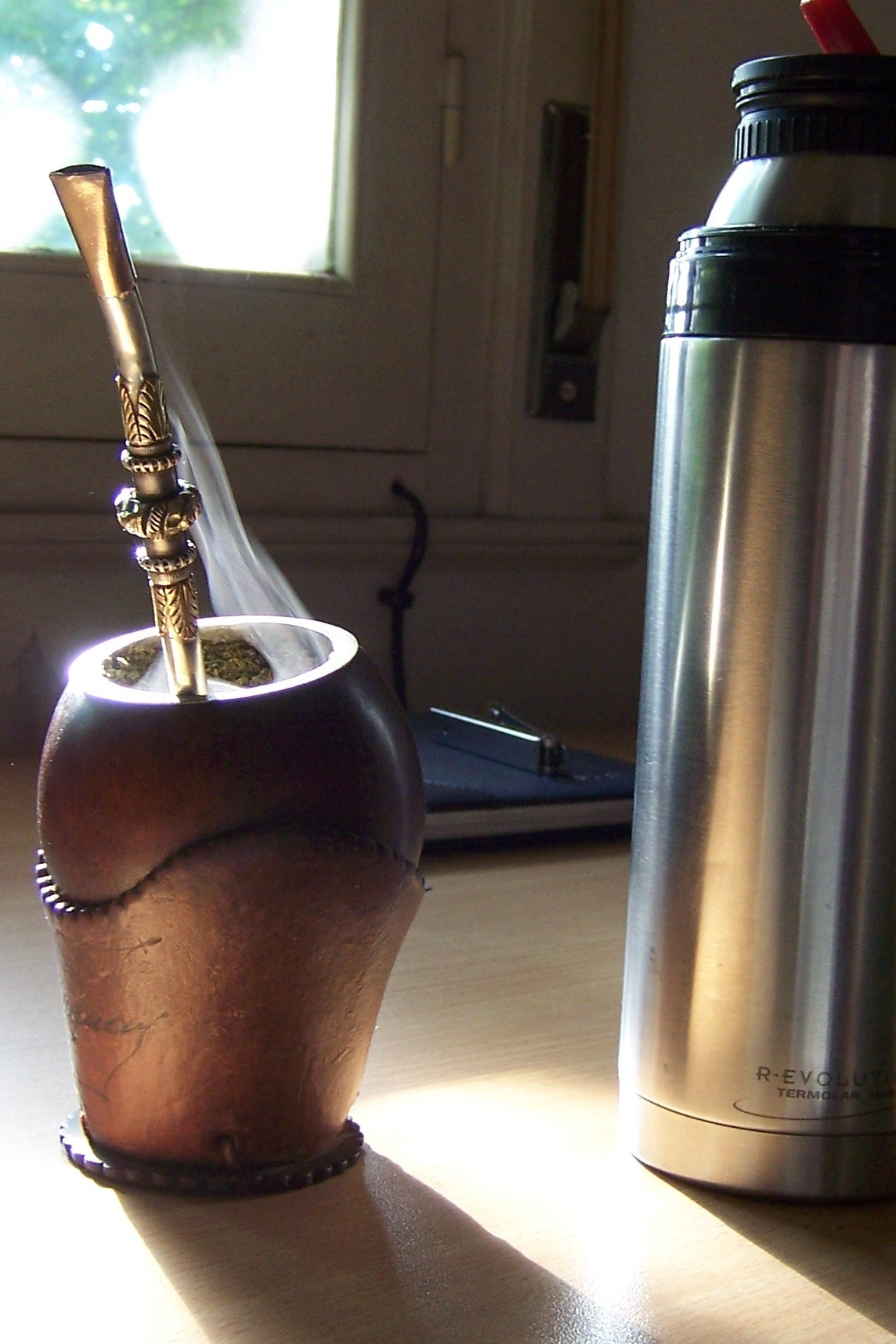